# Embalse de Alicurá
Embalse de Alicurá är en reservoar i Argentina. Den ligger i den sydvästra delen av landet, 1 300 km sydväst om huvudstaden Buenos Aires. Embalse de Alicurá ligger 850 meter över havet.
Omgivningarna runt Embalse de Alicurá är i huvudsak ett öppet busklandskap. Trakten runt Embalse de Alicurá är nära nog obefolkad, med mindre än två invånare per kvadratkilometer.